# Кирило (Ковачев)
Митрополит Кирил (в миру Богомил Петров Ковачев, 8 червня 1954 Царьов-Брод, Варненська область — 9 липня 2013, Варна) — єпископ Болгарської православної церкви, митрополит Варненський і Великопреславський.
З 2008 по 2011 роки в період хвороби патріарха Болгарського Максима де-факто виконував обов'язки з управління Болгарською православною церквою. З 10 листопада 2012 року, після смерті патріарха Максима, до інтронізації патрірха Неофіта 24 лютого 2013 року обирався вікарієм патріаршого престолу.

## Біографія
Народився 8 червня 1954 року в селі Царев-Брод, Варненський області в Болгарії.
У 1968 році вступив до Софійської духовної семінарії, що розташовувалася в той час в Черепишському монастирі.
21 липня 1972 був пострижений у чернецтво в монастирі святого Афанасія в Златна Левада поблизу Старої Загори.
17 грудня 1972 року в семінарському храмі святого Климента Охридського висвячений тодішнім ректором єпископом Браницьким Герасимом у сан ієродиякона.
Після закінчення семінарії в 1976 році вступив до братії Рильського монастиря і 14 листопада 1976 висвячений у сан ієромонаха.
16 листопада того ж року ієромонах Кирил поїхав на мовну спеціалізацію в Грецію, а з осені 1977 року навчався на Богословському факультеті Афінського університету, який закінчив у 1979 році.
25 грудня 1980 роки після повернення до Болгарії був зведений в сан архімандрита і призначений на посаду протосинкела Сливенської єпархії.
12 липня 1981 року заочно закінчив Софійську духовну академію.
1 червня 1982 року визначено настоятелем Болгарського подвір'я в Москві.
4 вересня 1986 був призначений ігуменом Троянського монастиря.
З 8 грудня 1987 року призначений на посаду секретаря Священного Синоду Болгарської православної церкви.
26 червня 1988 був хіротонізований на єпископа Стобійського.
19 лютого 1989 був обраний митрополитом Варненським і Преславським, а 26 лютого відбувся чин інтронізації.
У 1993—1994 роках тимчасово керував Неврокопською та Доростольською єпархіями.
З 4 липня 1997 року одержав титул «Варненського і Великопреславського»
З травня 2006 року виконував обов'язки патріарха Болгарського під час госпіталізації патріарха Максима. Також, з 14 жовтня 2006 року по 11 лютого 2007 року був тимчасовим керуючим Пловдивською митрополією.
З 1994 року був постійним членом Священного Синоду Болгарської православної церкви.
7 грудня 2011 року подав у Священний Синод Болгарської православної церкви прохання про відставку, мотивуючи свій крок «незадоволеністю діями Священного Синоду» ..
10 листопада 2012 (7 голосами з 12) обраний місцеблюстителем патріаршого престолу. Протест цьому рішенню заявив митрополит Пловдівський Микола (Севастіяну), а митрополит Великотирновський Григорій (Стефанов) відкликав свій голос на підтримку митрополита Кирила. 
9 липня 2013 року тіло потонулого митрополита було знайдено в морі біля Варни. Припущення, що священнослужитель міг бути убитий, не знайшло свого підтвердження, в зв'язку з чим розслідування інциденту було припинено.

### Робота на КДБ
17 січня 2012 року Державною комісією по розкриттю приналежності громадян до роботи на органи Держбезпеки і армійську розвідку Болгарії в комуністичний період (діяльність комісії отримала схвалення від Синоду Болгарської православної церкви), були оприлюднені дані, що митрополит Кирило з 29 червня 1976 року проходив як секретний співробітник і агент Ковачев (з 1 червня 1986 року як Владислав). Митрополит Кирил працював у Першому головному та Шостому управліннях Державної безпеки як таємний співробітник та агент. Також були знайдені  документи, згідно з якими Кирил отримував гроші в обмін на свої доноси. Більше того, Кирил перебував на посаді в легендарному Шостому управлінні державної безпеки, який нав’язував атеїстичний світогляд терором та насильством. У процесі розробки проекту під назвою "Цитадель" митрополит Кирил писав доноси на ченців із Зографського монастиря. Серед звітів Кирила проти своїх православних братів є подібні цитати: «Отець Іоанн — таємна людина. Для нього немає нічого святого, крім грошей. Він не дбає ні про що інше. Якщо він виявляє будь-яке інше почуття, це лише засіб досягнення мети». Крім грошей, він отримував невеликі подарунки за свою діяльність, наприклад, камеру.
Сам митрополит заперечував інформацію про свою співпрацю зі спецслужбами комуністичної Болгарії, заявляючи: Я завжди був православним християнином, патріотом і вболівальником футбольного клубу ЦСКА.

## Нагороди
2011 рік — «Золота маска» (театральна премія) за співпрацю з Варненський драматичним театром ім. Стояна Бичварова. 